# Бигем, Клайв, 2-й виконт Мерси
Чарльз Клайв Бигем, 2-й виконт Мерси (англ. Charles Clive Bigham, 2nd Viscount Mersey; 18 августа 1872 — 20 ноября 1956) — британский пэр и либеральный политик.

## Биография
Родился 18 августа 1872 года. Старший сын Джона Бигема, 1-го виконта Мерси (1840—1929), и Джорджины Сары Роджерс (? — 1925). Он получил образование в школе Чим, Итонском колледже и в Королевском военном училище в Сандхерсте.
В 1892 году он был зачислен в гренадерскую гвардию. Найдя военную службу неподходящей, он присоединился к резерву и отправился в Османскую империю, Персию, Россию, Китай и на Балканы, занимая по пути назначения в качестве почетного атташе в различных британских посольствах. В 1897 году он стал специальным корреспондентом The Times во время греко-турецкой войны, следуя за Османской армией. В конце войны он был назначен почетным атташе в британском посольстве в Константинополе по просьбе сэра Филиппа Карри, чтобы действовать в качестве британского представителя в Международной комиссии по репатриации перемещенных греческих крестьян в Фессалии.
В 1899 году он был переведен в посольство в Пекине и присоединился к русской армии в походе в Маньчжурию во время Боксерского восстания. В 1900 году он служил в разведывательном офисе адмирала сэра Эдварда Сеймура во время неудачной экспедиции Сеймура, за что был упомянут в донесениях. За службу в Китае он был назначен генерал-майором. Он баллотировался в Виндзоре от либералов на парламентских выборах 1906 года, но проиграл с небольшим перевесом.
В 1901 году он был награжден Орденом Святых Михаила и Георгия. с 1901 по 1904 год Клайв Бигем служил в Департаменте военной разведки, с 1905 по 1952 год он был секретарем королевских комиссий. Он занимал должность заместителя лейтенанта Лондона. В 1914 году он получил звание бригадного майора в бригаде гвардии. С 1916 по 1919 год клайв Бигем был генеральным офицером  военной миссии французского военного министерства. В гренадерском гвардейском полку он получил чин подполковника.
3 сентября 1929 года после смерти своего отца Чарльз Клайв Бигем унаследовал титулы 2-го виконта Мерси и Токстема в графстве Ланкашир и 2-го барона Мерси из Токстема в графстве Ланкашир, став членом Палаты лордов Великобритании.
Он был заместителем спикера Палаты лордов с 1933 года и занимал должность главного партийного организатора Либеральной партии в Палате лордов с 1944 по 1949 год. В 1946 году он стал членом Тайного совета Великобритании.

## Личная жизнь
1 июня 1904 года Клайв Бигем женился на Мэри Гертруде Сеймур (? — 1 мая 1973), дочери сэра Горация Альфреда Дамера Сеймура и Элизабет Мэри Ромилли. У супругов было четверо детей:
- Достопочтенная Элизабет Мэри Бигем (17 апреля 1905—1985)
- Эдвард Клайв Бигем, 3-й виконт Мерси (5 июня 1906 — 2 августа 1979)[2], старший сын и преемник отца.
- Подполковник Достопочтенный Роджер Клод Бигем (16 сентября 1908 — 5 декабря 1958)
- Достопочтенный Ральф Джон Бигем (род. 3 августа 1913).

Виконт Мерси скончался 20 ноября 1956 года в возрасте 84 лет, и титул пэра унаследовал его старший сын Эдвард Клайв Бигем, 3-й виконт Мерси.